# Rhopalomastix escherichi
Rhopalomastix escherichi är en myrart som beskrevs av Auguste-Henri Forel 1911. Rhopalomastix escherichi ingår i släktet Rhopalomastix och familjen myror. Inga underarter finns listade i Catalogue of Life.